# Cerylonidae
Cerylonidae là một họ bọ cánh cứng trong phân bộ Polyphaga.

## Hình ảnh

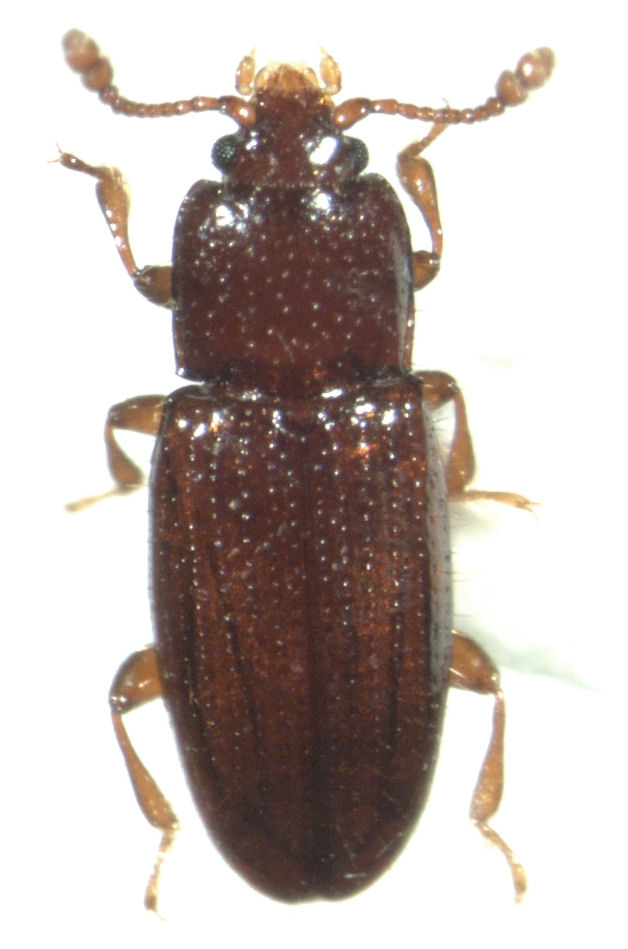
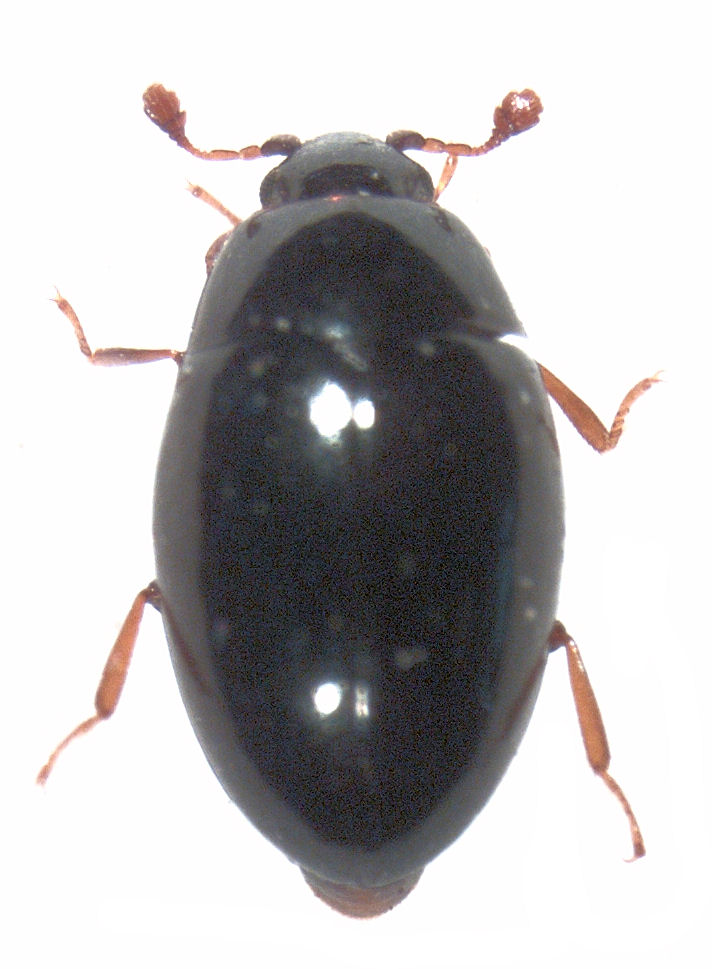
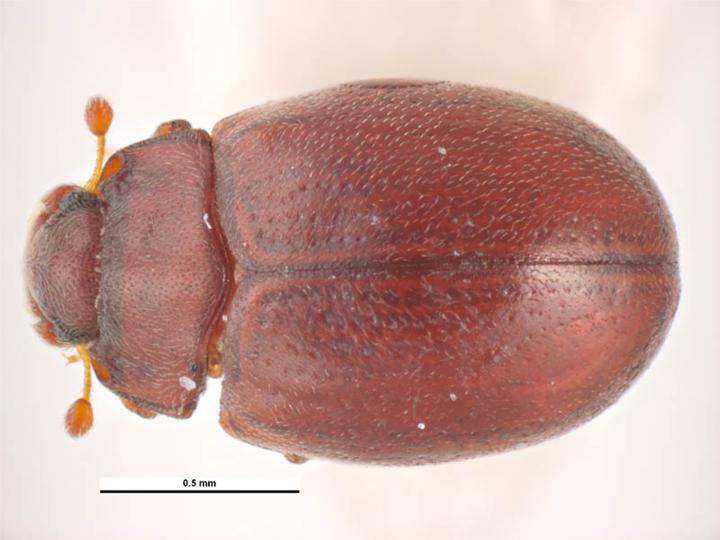
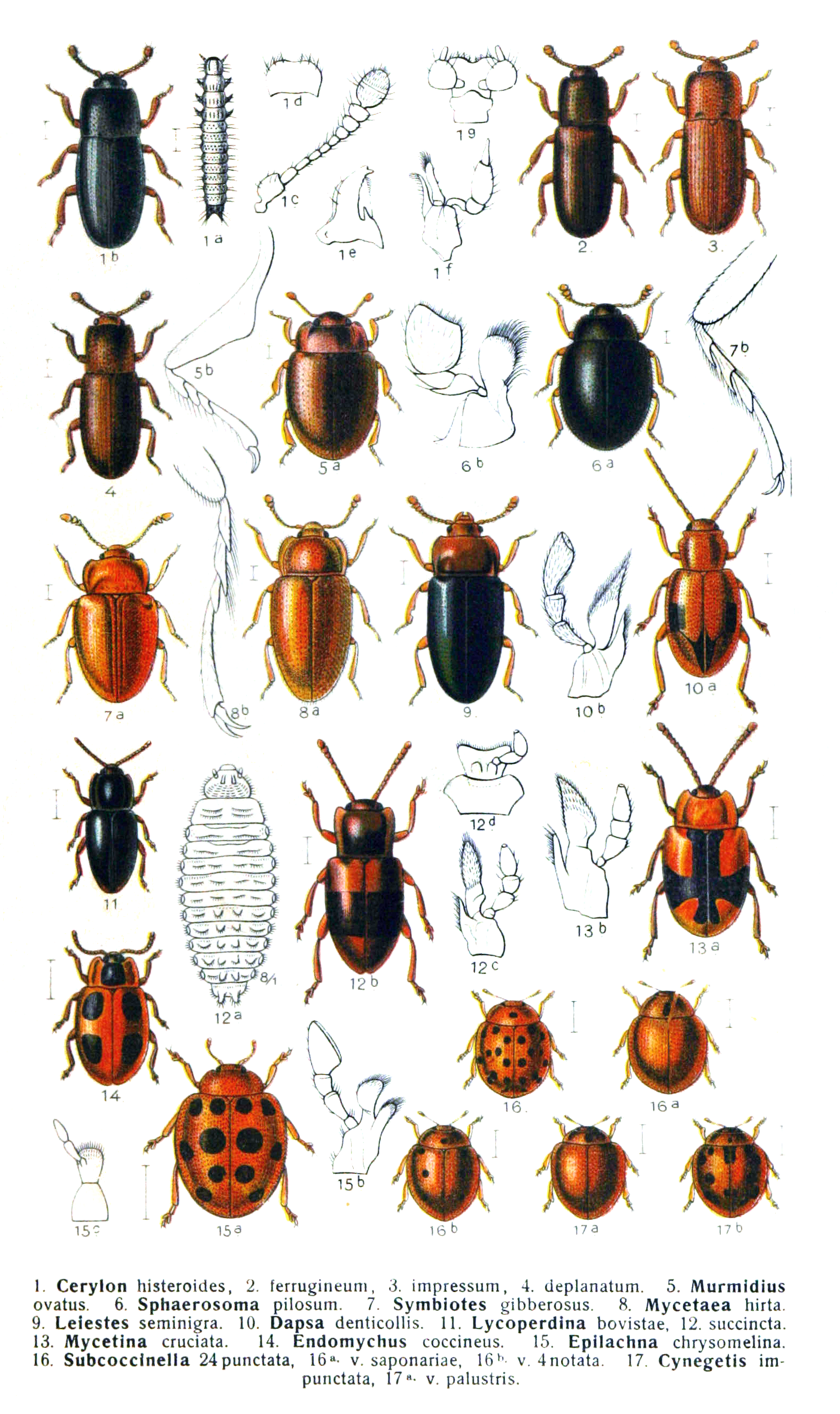